# Капито, Йост
Йост Капито (нем. Jost Capito; род. 29 сентября 1958, Нойнкирхен, Северный Рейн-Вестфалия) — немецкий автоспортивный руководитель и бывший генеральный директор и главный руководитель команды Williams Racing Formula One. В течение своей 30-летней карьеры Капито занимал различные должности, причем наиболее успешной была должность директора по автоспорту в компании Volkswagen.

## Автоспорт
Свою трудовую карьеру в автоспорте Капито начал в 1985 году в компании BMW, работая в секторе разработки высокопроизводительных двигателей. В том же году он стал членом команды, победившей в классе грузовиков на гонке Париж-Дакар. В 1989 году он занял свою первую должность в Volkswagen Group, когда присоединился к гоночному подразделению Porsche.
В 1996 году Капито перешел в Заубер в качестве члена исполнительного комитета. Впоследствии он перешел в Ford, где оставался в течение десяти лет и отвечал за разработку Focus Mk1 RS, который в версии WRC завоевал корону производителей в Чемпионате мира по ралли 2006 и 2007 годов.
Капито вернулся в Volkswagen в мае 2012 года. За время его работы Volkswagen доминировал в WRC, выиграв хет-трик чемпионатов среди пилотов и конструкторов.
В январе 2016 года было объявлено, что Капито перейдет в Макларен, хотя также было подтверждено, что Капито присоединится к Макларен только после того, как Volkswagen назначит его преемника. В июне того же года журнал Autosport подтвердил, что Капито покинет Volkswagen после Ралли Германии, добавив, что рассчитывает занять место в Макларен к Гран-при Бельгии в конце августа. Он отпраздновал победу гонщика Volkswagen Себастьена Ожье на этом последнем в его карьере этапе WRC.
Капито официально приступил к своей новой должности в Макларен 1 сентября 2016 года. Его первым гоночным уик-эндом с новой командой стал Гран-при Италии. 19 декабря 2016 года Макларен объявила, что Капито покинул свой пост.
17 декабря 2020 года Капито был объявлен новым генеральным директором команды Формулы-1 Уильямс. В июне 2021 года он стал руководителем команды. 12 декабря 2022 года объявил об уходе с поста генерального директора команды Уильямс.